# 69 Eskadra Towarzysząca
69 eskadra towarzysząca – pododdział lotnictwa Wojska Polskiego II RP.
69 eskadra towarzysząca została sformowana na podstawie rozkazu Ministra Spraw Wojskowych L.dz. 4359/tjn. Og–Org z dnia 19 lipca 1937 roku.
Eskadra została zorganizowana na przełomie października i listopada 1937 roku, na lotnisku Skniłów pod Lwowem, na bazie trzecich plutonów 63 i 66 eskadry towarzyszącej.
23 sierpnia 1939 roku zarządzona została mobilizacja jednostek grupy brązowej z wyjątkiem podgrupy 4 (wojska kolejowe). Początek mobilizacji wyznaczono na godzinę 6.00 dnia 24 sierpnia 1939 roku. Zgodnie z założeniami planu mobilizacyjnego „W” 69 eskadra towarzysząca została rozformowana, a jej personel, uzbrojenie i wyposażenie został przeznaczony na uzupełnienie 63 i 66 eskadry towarzyszącej do etatu wojennego.

## Personel eskadry
| Stopień, imię i nazwisko      | Okres pełnienia służby | Kolejne stanowisko |
| ----------------------------- | ---------------------- | ------------------ |
| kpt. obs. Feliks Misiewicz    | 1937 – VI 1939         |                    |
| por. obs. Kazimierz Konopasek | VI – VIII 1939         |                    |

| Stanowisko    | Stopień, imię i nazwisko             | Przydział we wrześniu 1939 |
| ------------- | ------------------------------------ | -------------------------- |
| dowódca       | kpt. Feliks Misiewicz                |                            |
| dowódca I/69  | kpt. Kazimierz Wacław Konopasek      |                            |
| dowódca II/69 | kpt. Jan Antoni Łuszczyński          |                            |
| obserwatorzy  | por. Jan Konarzewski                 |                            |
| obserwatorzy  | por. Tadeusz Oleś                    |                            |
| obserwatorzy  | por. Stanisław Józef Płachciński     |                            |
| obserwatorzy  | por. art. Zbigniew Jan Szela         |                            |
| obserwatorzy  | por. piech. Jan Bronisław Siekierski |                            |

dowódca I plutonu:
- por. obs. Kazimierz Konopasek (XI 1937 – VI 1939)
- por. obs. Jerzy Jungowski (VI – VIII 1939)

dowódca II plutonu:
- por. obs. Mieczysław Pronaszko (VIII – XII 1937)
- por. obs. Aleksander Jastrzębski (I 1938 – VIII 1939)
- szef eskadry - st. sierż. Franciszek Petroniszyn
- szef mechaników - st. majster wojsk. Julian Faliński